# 12155 Hyginus
12155 Hyginus è un asteroide della fascia principale. Scoperto nel 1971, presenta un'orbita caratterizzata da un semiasse maggiore pari a 2,4056159 UA e da un'eccentricità di 0,2064319, inclinata di 3,09874° rispetto all'eclittica.